# Hochnissl
Der Hochnissl (auch Hochnißl und Hochnißlspitze) ist ein 2547 m ü. A. hoher Gipfel in der östlichen Hinterautal-Vomper-Kette im Karwendel. Er bietet bei entsprechender Witterung eine hervorragende Aussicht, da er sich 2000 m über das Inntal erhebt.
Eine Besteigung über markierte Wege ist laut Quellenlage derzeit (2025) nur vom ehemaligen Gasthof Karwendelrast (830 m ü. A.) am Vomperberg möglich, allerdings befindet sich bereits im Vomper Loch am Abzweig des Normalwegs vom Ferdinand-Kogler-Steig das erste Verbotsschild, dass den Zustieg auf den Hochnissl wegen akuter Felssturzgefahr untersagt. Der Zustieg über den Westgrat von der Lamsenscharte ist wegen akuter Bergsturzgefahr auf Höhe der Steinkarlspitze seit 2015 auf unabsehbare Zeit gesperrt, wird aber immer noch häufig begangen. Alle anderen Anstiege, unter anderem über die 800 m hohe Nordwand, werden äußerst selten begangen.